# Folke Jacobsen
Folke Jacobsen (15. august 1890—17. august 1971) (14. oktober 1961, ved kongelig bevilling navneforandring til Chresten Folke Jacobsen), skoleinspektør.
Født i Jetsmark Sogn ved Aabybro som søn af lærer, redaktør Christen Jacobsen og hustru Else Marie, f. Jensen. 
Gennemførte det første forsøg med sløjd som centralfag 1918-19 og lagde derved grunden til den senere udviklede »Praktiske ungdomsskole«. Folke Jacobsen fik i 1925 stillet ejendommen Ellekilde i Gladsaxe (nuværende Elledalen 4 og 6) til rådighed for arbejdet med udformning af centralfagsundervisningen, uddannelse af lærere og fremme af ungdomsarbejdet og oprettede hér i 1950 »Den praktiske ungdomsskole Ellekilde« (statsanerkendt kost- og efterskole), der flyttede til Torslunde ved Taastrup i 1952. Ellekilde blev senere en af de grønlandske efterskoler.
- 1914 lærereksamen
- Sløjdlærereksamen fra Dansk Sløjdlærerskole, København
- kursus på Askov Sløjdlærerskole i Askov
- kursus på Nääs Sløjdlærerseminarium i Sverige
- kursus på Statens Lærerhøjskole i København
- 1914 lærer ved Faxe Realskole
- 1915 lærer i København
- 1919 fastansættelse som kommunelærer
- 1926 skoleinspektør for Københavns kommunes fortsættelseskursus og praktiske ungdomsskole
- 1926-27 lærer på Statens Lærerhøjskole

## Nogle af Folke Jacobsens skrifter
- Sløjd som Centralfag i Ungdomsskolen, I (1920), II (1922)
- Havebrug som Centralfag (1924)
- Fag-Ordbog for Snedkere, Tømrere og Arbejdere i Træindustrien (1932)
- Dansk og Regning som Centralfag (1930, 1933, 1934, 1942)